# Pigüé
Pigüé – miasto w Argentynie, w prowincji Buenos Aires, stolica partido Saavedra.
Według danych szacunkowych na rok 2010 miejscowość liczyła 14 383 mieszkańców.